# سيمانس
سيمانس (بالإنجليزية: Simnas) هي منطقة سكنية تقع في ليتوانيا في Alytus district municipality. يقدر عدد سكانها بـ 1,960 نسمة .